# 富谷市立成田小学校
富谷市立成田小学校（とみやしりつ なりたしょうがっこう）は、宮城県富谷市成田三丁目にある公立小学校。

## 沿革
- 2007年（平成19年）4月 - 富谷町立成田東小学校（当時）から分離・開校[1]。
- 2016年（平成28年）10月10日 - 富谷市制施行にともない現校名へ変更。

## 教育目標
確かな学力と豊な心をもち、心身ともにたくましい活力ある児童の育成

## 学区
- 成田1丁目1 - 4
- 成田2丁目
- 成田3丁目
- 成田6丁目1 - 17[2]

## 卒業後
- 富谷市立成田中学校へ進学する。